# Shanay-timpishka
Der Shanay-timpishka (asháninka: „von der Sonne zum Kochen gebracht“), auch Mayantuyacu-Fluss genannt, ist ein 6,4 km langer Fluss in Peru mit einer Breite von bis zu 25 und einer Tiefe bis zu 5 m. Er wird als „kochender Fluss“ bezeichnet, da seine durchschnittliche Temperatur ca. 86 °C beträgt. Er mündet in den Río Pachitea.

## Geografie und Geologie
Er fließt durch den Amazonas-Regenwald auf dem Stammesgebiet der Asháninka in der Region Huánuco in Peru. Der Fluss liegt auf einer teilweise erodierten geologischen Struktur, dem Agua Caliente Dom. Die Ursache für die Temperaturen des Wassers zwischen 50 und 90 °C – stellenweise werden auch 100 °C erreicht – ist noch nicht erforscht, die nächsten geologisch aktiven Zonen und Vulkane sind ca. 700 km entfernt. Nur nach starken Regenfällen sinkt die Temperatur des Flusses unter 50 °C ab. Entlang des Flusses sind mehrere Wasserfälle, wobei der größte über 6 m in die Tiefe in einen großen Teich fällt.
Der Geophysiker Andrés Ruzo von der Southern Methodist University in Dallas untersucht den Fluss und hat nachgewiesen, dass das Wasser aus Regenfällen stammt und nicht aus tieferen Schichten der Erdkruste kommt. Das Gebiet, in dem die Niederschläge fallen, die dann das Flusswasser speisen, ist noch unbekannt. Eine Vermutung von Andrés Ruzo ist, dass es aus den Anden stammt. Wenn sich das nachweisen lässt, würde hier ein hydrologisches System bestehen, das die Anden und den Amazonas verbindet.
In und um den Fluss wurden von Ruzo endemische extremophile Tier- und Pflanzenarten nachgewiesen, die sich an die dortigen Bedingungen angepasst haben.

## Zur Geschichte der Entdeckung
Andrés Ruzo hat den Fluss „entdeckt“. Angeregt durch Erzählungen des Großvaters über die spanischen Eroberer und eine Erzählung seiner Tante, – die selbst dort war, – suchte er während seiner Promotion nach dem Fluss und fand ihn nicht. Auch andere Quellen einschließlich offizieller kannten den Fluss nicht. 2011 machte er sich nochmals nach den Angaben seiner Tante auf den Weg und entdeckte ihn dann.

## Aktueller Stand
Der Fluss ist in seinem Bestand gefährdet, da er sich in einer Region befindet, in der Regenwald großteils illegal gerodet wird. Ihm könnte somit das Einzugsgebiet verloren gehen. Es bestehen des Weiteren Ideen den Fluss als Energiequelle zu nutzen. Ruzo versucht die peruanische Regierung zu überzeugen, den Fluss als nationales Denkmal zu schützen.
Am Fluss befindet sich das Mayantuyacu-Zentrum, eines der beiden Zentren, die sich mit der traditionellen Medizin und dem Wissen der einheimischen Bevölkerung befassen. Es werden die Methoden und Verfahren der indigenen Bevölkerung der Shipibos, Cashibos, Yanesha (auch Amueshas genannt) und Mestizo erforscht. Der Fluss ist ein den Eingeborenen heiliges Gebiet, hier kamen die Schamanen für ihre Rituale und zur Kommunikationen mit den Geistern hin. Das zweite Zentrum ist das Santuario Huistin Zentrum, das mit Angela O’Hara, einer Professorin an der Universität in Toronto, zusammenarbeitet. Ein weiterer Schwerpunkt dieses Zentrums ist es, das Land zu bewahren und in einem geringen Maße Ökotourismus zu betreiben.
Auf dem Gipfel des Agua Caliente Doms befindet sich in ca. 2 km Entfernung südlich des Flusses das noch in Betrieb befindliche Öl- und Gasfeld Aqua Caliente PerúPetro Lot 31-D, das seit 1938 betrieben wird und somit das älteste peruanische Ölfeld im Amazonasgebiet ist.